# انارمرز
انارمرز، روستایی است از توابع بخش گیل‌خوران شهرستان جویبار در استان مازندران

## جمعیت
این روستا در دهستان چپکرود قرار داشته و براساس آخرین سرشماری مرکز آمار ایران که در سال ۱۳۸۵ صورت گرفته، جمعیت آن ۱۴۲۸ نفر (۶۱۸ خانوار) بوده‌است.